# 何小萍
何小萍（1969年10月19日—），香港前公務員，曾擔任油尖旺民政事務專員及香港駐柏林經濟貿易辦事處處長等要職，官至首長級乙級政務官。
她在1991年加入港英政府擔任二級助理勞工事務主任，並在1996年轉任政務主任。及後，她被派至多個決策局擔任不同職務，曾長時間統籌城市规划項目及長者福利事務，以及在商務及經濟發展局任職副秘書長時為工商界統籌2019冠狀病毒病香港疫情相關安排。另外，她亦曾被港府安排外駐美国旧金山及德国柏林，而當中更在駐柏林經貿辦出任處長。

## 早年生活
何小萍在1969年10月19日於英屬香港出生及長大，及後入讀香港中文大學新亞書院，並在1991年於歷史系取得文学士學位。

## 公務員生涯

### 殖民地時期
何小萍於1991年6月加入港英政府，受聘於勞工處擔任二級助理勞工事務主任，並在1995年4月晉升為一級助理勞工事務主任。在任職勞工事務主任期間，她的利用口才說服僱主，成功為不少工人爭取權益，故此在政府內外都受人愛戴。同時，她任職勞工主任期間亦修讀伦敦大学的法学士課程，並在1996年取得學位。她繼而在同年轉職政務主任，並獲派至政務總署服務。

### 主權移交後早期

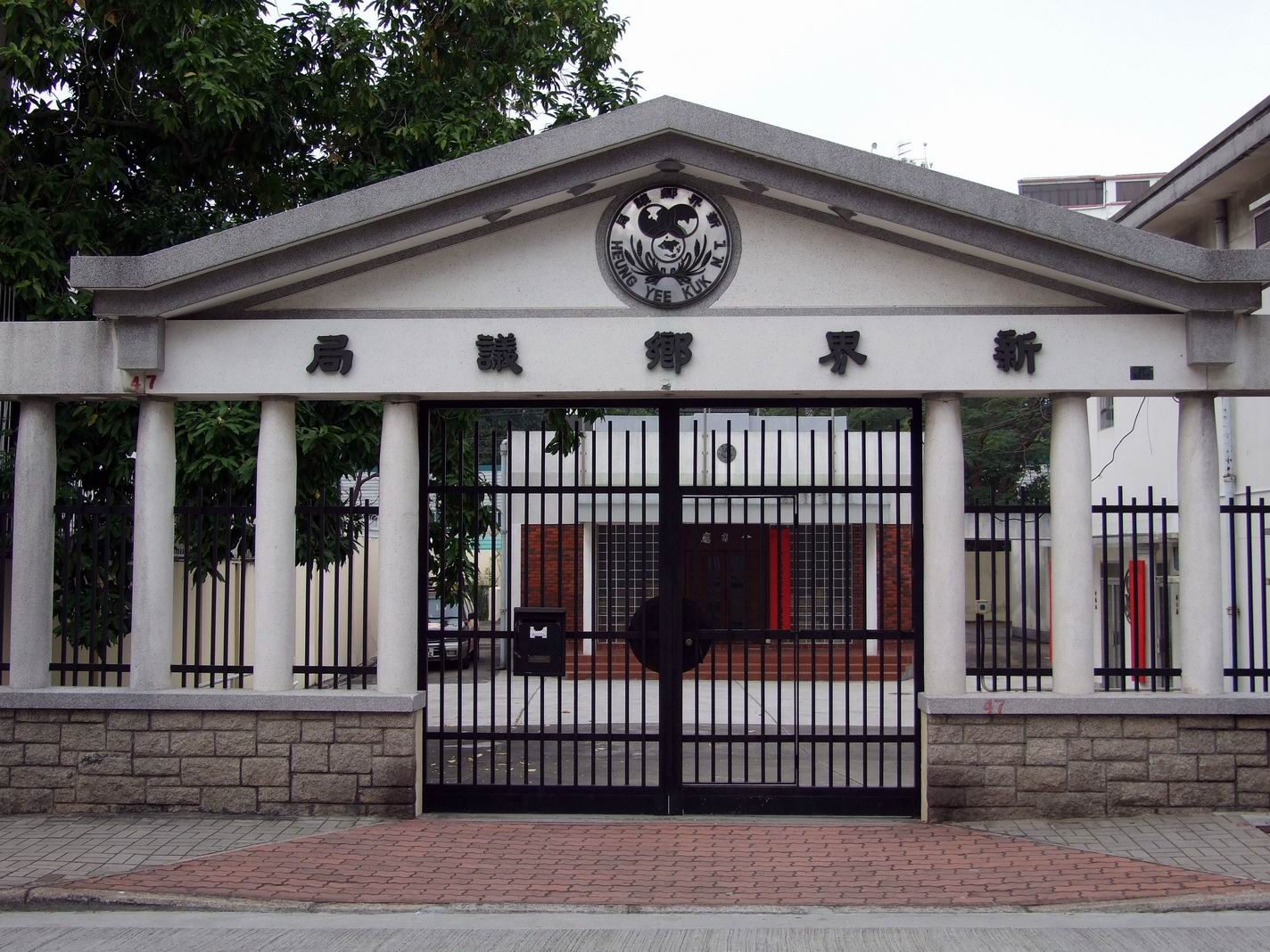
新界鄉議局曾反對何小萍參與制訂的城市規劃條例修訂草案

在1998年，何小萍被派至政府總部資訊科技及廣播局擔任助理局長，當中包括應對2000年问题等信息技术政策，亦在香港立法會公開聆訊時署理首席助理局長職務，並協助局長鄺其志回應提問。她在2000年改往規劃地政局出任助理局長，主要就城市规划政策作統籌工作，曾觸及的項目包括榕樹灣、屯門、西貢北及西環等發展等，當中亦曾署任首席助理局長職務。在2002年開始新的政治委任制度後，她轉任房屋及規劃地政局助理秘書長，繼續負責規劃及地政科內的規劃部分。她在2003年時負責協助局長孫明揚就簡化審批規劃許可而對城市規劃條例提出修訂草案，雖然當中包括訂立公眾參與及簡化修訂的程序等受公眾歡迎的部分，但部分針對新界鄉郊地區違例發展的執法授權條文則引起新界鄉議局及鄉郊居民的反對。而且，在城規條例修訂在備受爭議下於2004年7月獲得通過前，她已離開政府總部及被派駐海外。港府在2004年將何派駐香港駐三藩市經濟貿易辦事處出任副處長，她在任期內曾參與當地的香港中文大學校友會分會的活動。
何在2008年由旧金山返回香港獲調任勞工及福利局首席助理秘書長，負責長者福利事務。長者福利範疇所包含的政策及項目繁多，例如就安老服務而言，她涉及跟進的項目已包括安老院舍、照護服務、阿茲海默症等老人病患支援等，而且亦就服務評估及規管上提出多項措施。在勞福局的工作令她在政府內獲得不錯的口碑，因而在2011年6月獲行政長官曾蔭權選為行政長官辦公室助理處長，負責傳媒工作。她在出任助理處長期間，不論是行政長官在海內外的會議、訪問及述職等任何活動，她都會陪同前往應對傳媒需要。

### 出任專員及處長

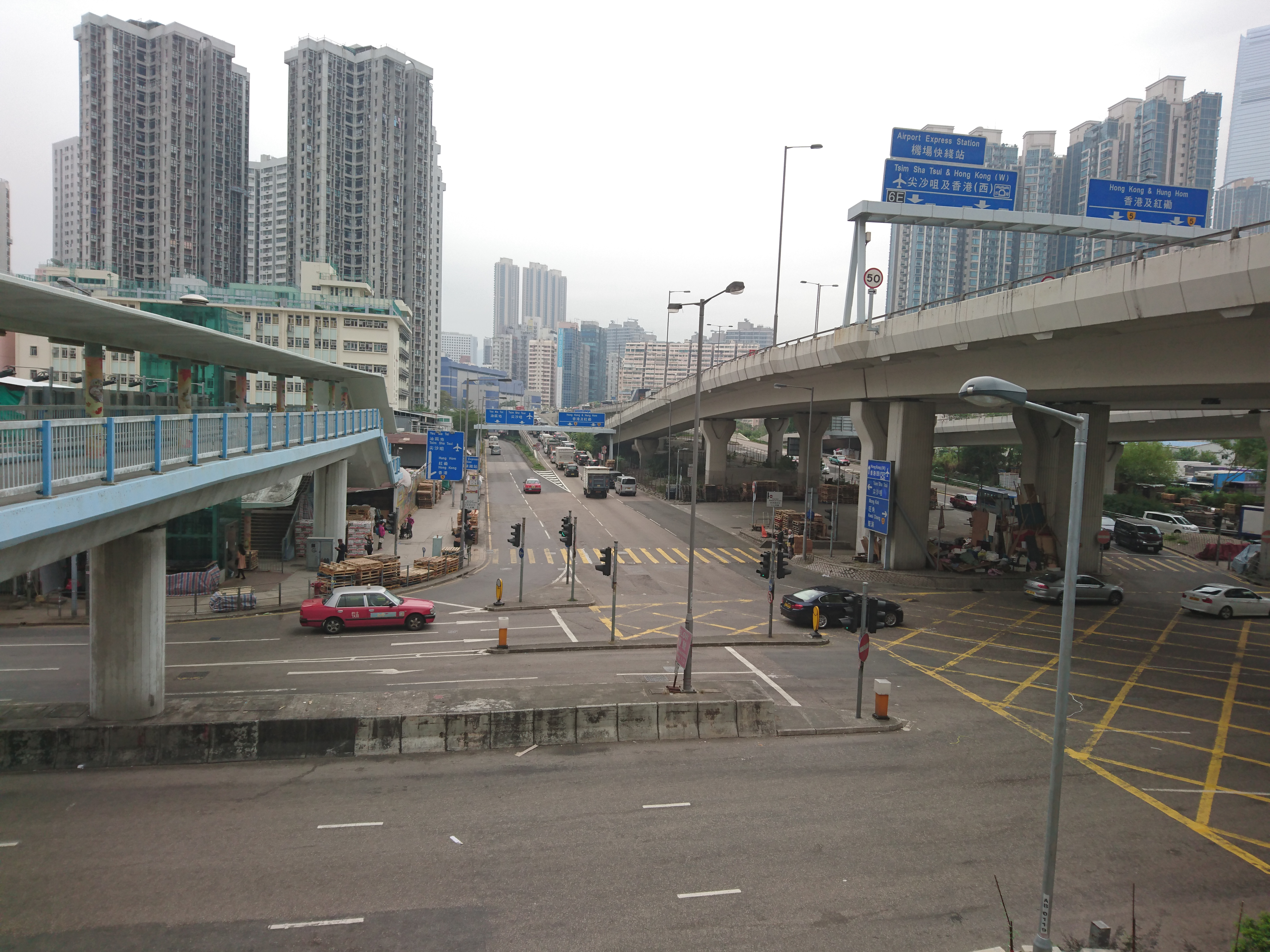
渡船街天橋的橋底工程被批評以綠化為名驅趕露宿者

何小萍於2012年9月17日接替郭黃穎琦出任油尖旺民政事務專員，並在同日獲委任為官守太平紳士。何與油尖旺區議會合作在區內推行社區重點項目計劃，用於增設社區會堂、改善噪音問題、活化橋底、改善交通措施及促進種族融和。然而，計劃當中渡船街天橋的橋底工程被批評以綠化為名驅趕露宿者，引來露宿者及市民在梁顯利油麻地社區中心示威，而何則回應從不鼓勵露宿但已聯同多個部門致力為露宿者安排住所。不過，事件除了未能因此平息外，更引來外地傳媒關注。香港立法會最終就事件進行聯席會議，她在會上向議員承諾會協助露宿者脫離露宿生活。另外，她在任內亦因應公眾訴求，落實縮短西洋菜街行人專用區的開放時間，令平日的噪音投訴數字減至零。及後，她在2014年8月24日卸任專員一職，由蔡亮接任。
何在2014年主動申請擔任駐外職位，最終她在同年9月1日獲安排接替李國彬出任香港駐柏林經濟貿易辦事處處長。雖然她期望在英语世界工作，但對派駐德国仍感欣喜，並在出發前學習德语。她在上任後立即與柏林市政府及漢堡新城公司主辦展覽宣傳香港海濱的面貌。同時，她也繼續在中东欧國家推廣香港電影，並加強香港教育產業的宣傳，鼓勵外國人才到港升學。體育方面，她在德國舉辦龍舟比賽以宣傳香港國際龍舟邀請賽，亦為當地比賽擔任頒獎嘉賓。針對一带一路倡議，她開拓波兰及匈牙利的工商業市場，促進兩國與香港的經貿合作。她也曾為2016年維爾茨堡火車襲擊事件作緊急應變，為受襲的香港人家庭提供援助。何在柏林的駐外工作備受到訪的香港立法會議員讚賞，而她亦在2018年8月5日由李志鵬接任並返港。

### 商經局職務
在返港後，何小萍於商務及經濟發展局出任首席助理秘書長，負責統籌本地工商業推廣及包括資助等支援政策，亦曾統籌香港參與首屆中國國際進口博覽會。不久後，她就在局內升任副秘書長，兼顧監督消費者保障等政策。她在2020年協助局長邱騰華跟進就包括特別產品的融資擔保計劃等支援中小企業政策的檢討，亦就針對營商需要調整2019冠狀病毒病香港疫情相關安排。及後，她在2020年升任首長級乙級政務官，並在同年10月1日再獲委任為官守太平紳士。最終，她提早辭去公務員職務，並在2023年4月30日後離職。

## 個人生活
已婚的何小萍與她的丈夫為恩愛夫婦，她的丈夫更在她派駐美国旧金山時經常離港前往美国分公司，不足一年就成為飞行常客奖励计划的頂級會員。

## 榮譽

### 殊勳
- 官守太平紳士（J.P.）（2012年9月17日－2014年8月24日[31]；2020年10月1日－2023年4月30日[60][61]）

### 頭銜
- 何小萍，JP（Betty Ho Siu-ping, JP，2012年9月17日－2014年8月24日[31]；2020年10月1日－2023年4月30日[60][61]）

## 外部連結
- 何小萍的個人官方領英頁面

| 政府职务          | 政府职务                                                | 政府职务        |
| ----------------- | ------------------------------------------------------- | --------------- |
| 前任者： 郭黃穎琦 | 油尖旺民政事務專員 2012年9月17日－2014年8月24日         | 繼任者： 蔡亮   |
| 前任者： 李國彬   | 香港駐柏林經濟貿易辦事處處長 2014年9月1日－2018年8月5日 | 繼任者： 李志鵬 |